# Oaș
Oaș (magyarul: Avas) település Romániában, Erdélyben, Kolozs megyében.

## Fekvése
Magyarfráta mellett fekvő település.

## Története
Oaș korábban Magyarfráta része volt. 1956-ban vált külön településsé 330 lakossal.
A 2002-es népszámláláskor 121 lakosából 114 román, 7 magyar volt.